# 许启畴
许启畴（1839年—1886年），字拙学，号雪航，浙江瑞安人，出身书法世家，擅长书画和武术，因常有“非尧舜、薄汤武”的言论被世人称作“畸人”。

## 生平
许启畴是中国近代最早的公共图书馆——心兰书社的创办人。当时瑞安只有世家大族拥有藏书楼，寒门子弟难以读书，许启畴为此于同治十一年（1872年）通过集资购买书籍，余资购买田地收取租金以供书社运作，将自己家作为场地，创办了心兰书社。书社建立了完整的源共享、共同管理、信用借书等管理制度，许启畴是书社的首任社长。光绪七年（1881年），许启畴创办求志社，在瑞安三十二都鹿窠与社员自给自足，希望建立一个理想中的“大同世界”，但计划未能实施，改为身穿布衣、清议倡学，形成了一个改革派团体。求志社在运作七八年后解散，许启畴旋即病故，终年47岁。